# Opuntia macrorhiza
Opuntia macrorhiza es una especie perteneciente a la familia Cactaceae nativa de Norteamérica.

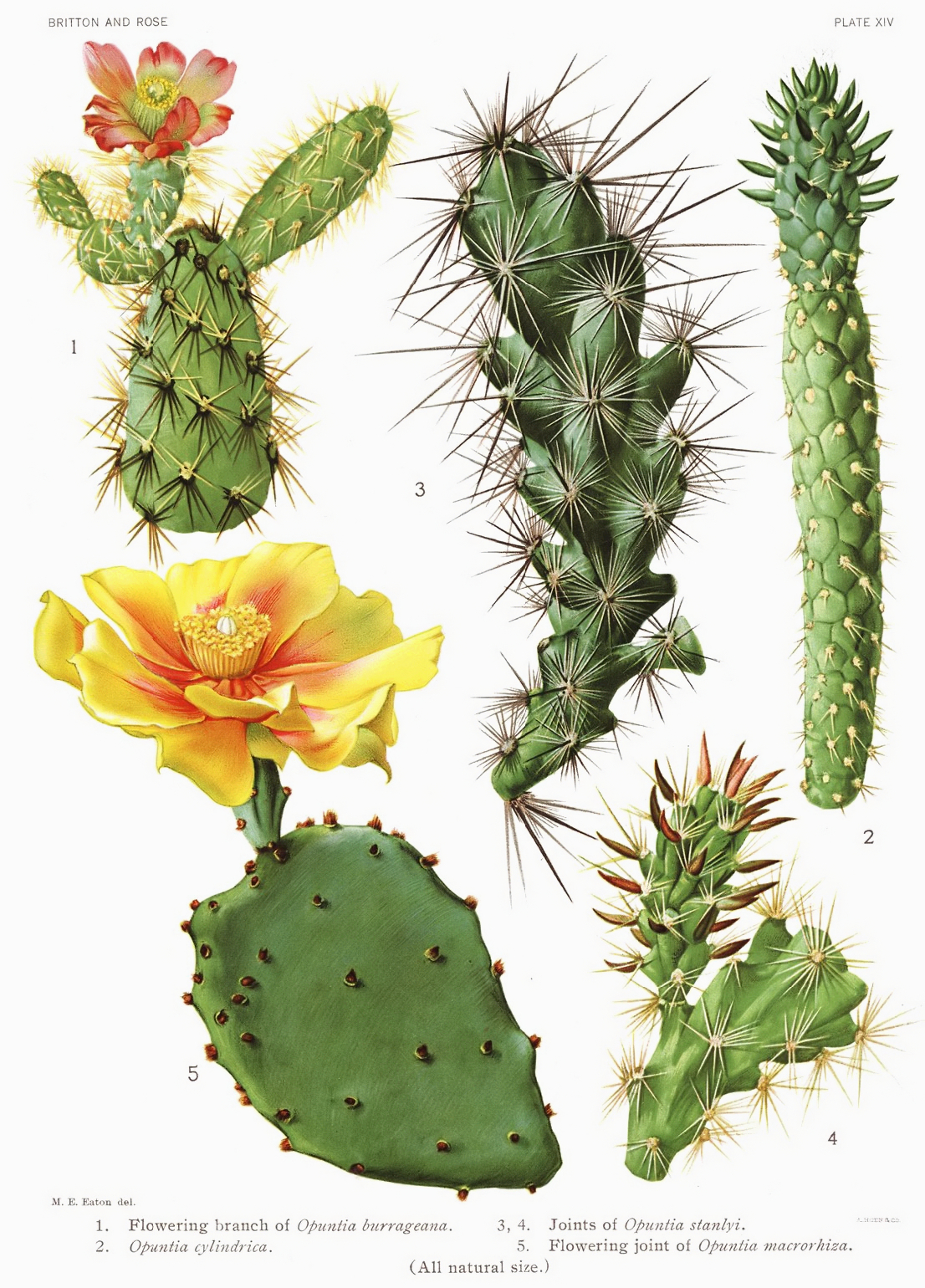
Ilustración

## Características
Cactus de crecimiento arbustivo ligeramente postrado, puede alcanzar los 35 cm de altura. Como todas las opuntias, presenta segmentos suculentos aplanados de forma entre redonda a oval que miden unos 10 o 15 cm de largo. Las areolas en los segmentos están formadas por unos cojincillos de pequeñas cerdas amarillas gloquidios con 1 a 6 espinas en forma de aguja inclinada hacia abajo. Flores de 5 a 7,5 cm de diámetro, de color amarillo, 8-12 pétalos con numerosos estambres también amarillos. Florece de junio a julio y el fruto, de color rojo y pulposo, madura a finales de verano.

## Taxonomía
Opuntia macrorhiza  fue descrita por George Engelmann y publicado en Boston Journal of Natural History 6(2): 206. 1850.
Etimología
Opuntia: nombre genérico  que proviene del griego usado por Plinio el Viejo para una planta que creció alrededor de la ciudad de Opus en Grecia.

macrorhiza: epíteto latino que significa "con grandes raíces".
Sinonimia
- Opuntia compressa var. macrorhiza (Engelm.) L.D. Benson
- Opuntia mesacantha var. macrorhiza (Engelm.) J.M. Coult.
- Opuntia grandiflora Engelm.
- Opuntia mesacantha var. greenii  J.M. Coult.
- Opuntia macrorhiza var. greenii  (J.M. Coult.) Bulot
- Opuntia stenochila Engelmann & Bigelow
- Opuntia mesacantha var. stenochila (Engelmann & Bigelow) Coulter